# Hamsa
En hamsa er en religiøs amulet, som forestiller en hånd, som bruges i flere af de abrahamitiske religioner. I jødedommen kaldes den Mirjams hånd, i islam kaldes den Fatimas hånd og i levantisk kristendom kaldes den Marias hånd. Hånden menes at give beskyttelse, magt, styrke, velsignelser samt at være et værn mod det onde øje. Hamsa er ydermere det arabiske ord for 5. Symbolet er ældre end jødedommen, kristendommen og islam og er derfor oprindeligt paganistisk. Symbolets geografiske oprindelse kan spores tilbage til mesopotamien, i det nuværende Irak.. Hamsa er blevet benyttet som et fælles symbol i de områder, hvor jøder og muslimer har boet sammen.